# رود فوئه‌فوکی
رود فوئه‌فوکی (به لاتین: Fuefuki River) یک رود در ژاپن است که در  استان یاماناشی واقع شده‌است.